# Пегуница
Пегуница (лат. Alburnus chalcoides) или пегунца, је слатководна риба која припада породици Cyprinidae.

## Опис и грађа
Пегуница уздуж бочне линије има 57 до 70 комада ситнијих крљушти, леђа и горња страна главе су јој тамне боје са зеленкастим преливима, а бокови тела, као и трбух су јој сребрнакасте боје. Пераја, осим репног, по ободу су сивкасте боје, а при основи се преливају у црвенкасту боју. Просечни примерци порасту од 15 до 25 cm. а постоје подаци и о примерцима преко 40 cm. 

## Навике, станиште, распрострањеност
Пегуница живи у мирнијим водама црноморског слива. Код нас је то у Дунаву и његовим већим притокама. Пегуница је јатна риба. Храни се ларвама инсеката, планктонским рачићима и инсектима који падну на површину воде. 

## Размножавање
Пегуница се мрести од априла до јуна, у приобалном подручју на шљунковитој подлози. Полну зрелост стиче при узрасту од три до четири године. Плодност јој је од 20.000 до 40.000 комада икре. У време мреста код мужјака, на глави и на предњем делу тела, се појављују брадавичасте израслине. 